# ستنبريدغ (بيدفوردشير)
ستنبريدغ (بالإنجليزية: Stanbridge, Bedfordshire)‏ هي قرية و أبرشية مدنية تقع في المملكة المتحدة في إنجلترا.  يقدر عدد سكانها بـ 747 نسمة .